# Mika Sugimoto
Mika Sugimoto (jap. 杉本美香 Sugimoto Mika; ur. 27 sierpnia 1984) - japońska judoczka, srebrna medalistka olimpijska, dwukrotna mistrzyni świata.
Największym jej sukcesem jest srebrny medal igrzysk olimpijskich w Londynie oraz złoty medal mistrzostw świata w Tokio w 2010 r. w kategorii open i powyżej 78 kilogramów oraz brązowy medal mistrzostw świata open w Paryżu (2008).
W 2010 roku zdobyła złoty medal igrzysk azjatyckich w Kantonie (w kategorii powyżej 78 kilogramów).